# Resistência Galega
Resistência Galega é um termo utilizado por diferentes grupos organizados no quadro da luta pela independência da Galiza. Considerados continuadores de outros grupos armados, que puxam pela independência de Galiza, como "Luta Armada Revolucionária", "Liga Armada Galega" ou o "Exército Guerrilheiro do Povo Galego Ceive", publicaram um Manifesto pela resistência galega em 2005 dando inicio aos seus ataques, fundamentalmente contra de partidos políticos espanhóis, entidades bancárias e exército espanhol. Também ha quem atribui a sua existência as próprias forças de seguridade espanholas, que trabalhariam assim na marginalização social do independentismo legal e pacífico, como já fizeram com a CNT no Processo de Scala. Desde a sua criação foram detidas varias pessoas, a maioria saíram em liberdade sem acusação ao pouco tempo, mas outras estão presas a espera de juizo ou cumplindo condea sob a acusação de fazer parte ou apoiar a Resistência.
Segundo as forças de seguridade espanholas, o grupo tem três células ativas, duas delas baseadas nas cidades de Santiago e Vigo, e outra movendo-se por Galiza e o norte de Portugal. O seu suposto líder seria Antonio García Matos, ex-membro do extinto "Exército Guerrilheiro do Povo Galego Ceive", também conhecido como "Toninho", preso em Novembro de 2005, liberado ao pouco tempo, e fugido desde então. Acredita-se que esteja escondido em Portugal, desde onde ordenaria os ataques da organização, embora os seus ativistas estariam a ser treinados nas montanhas da Galiza rural.
Em Outubro de 2010, o Tribunal Supremo espanhol designou "Resistência Galega" como "grupo terrorista", comparando-o com outras organizações armadas que atuam em Espanha, como a ETA
Desde o ano de 2006 que os líderes desta organização viviam na clandestinidade, tendo sido detidos pelas autoridades espanholas em junho de 2019, encontrando-se em 2020 a aguardar julgamento, sujeitos à medida de coação de prisão preventiva.

## Ataques

### 2005
- 23 de Julho: Na véspera do Dia Nacional da Galiza, Resistência Galega acometeu o seu primeiro ataque, em uma agência bancária em Santiago de Compostela

### 2006
- 15 de Setembro: A polícia portuguesa encontrou material para fabricação de bombas caseiras junto à propaganda de Resistência galega, numa paragem montanhosa da localidade fronteiriça de Vieira do Minho.

### 2007
- 27 de Março: Policiais espanhóis desarmaram uma bomba colocada numa construção de Nigrán, Pontevedra.
- 9 de Maio: Policiais espanhóis fizeram detonar uma bomba colocada numa construção de Cangas do Morrazo, Pontevedra.
- 15 de Maio: Uma bomba explodiu no parque industrial de O Ceao, Lugo, danificando fortemente uma construção. Ninguém foi ferido.
- 15 de Agosto: Sabotagem nas obras do AVE a Madrid no Eixo, [Santiago de Compostela]. Ninguém foi ferido.
- 25 de Setembro: Uma bomba explodiu na instalações de Reganosa em Mugardos, Corunha, destruindo duas casas. Ninguém foi ferido.
- 15 de Novembro: Uma bomba destruiu uma agência imobiliária em Cangas do Morrazo, Pontevedra. Ninguém foi ferido.

### 2008
- 8 de Fevereiro: Uma bomba explodiu no prédio de uma empresa de construção em Perbes, Corunha. Ninguém foi ferido.
- 25 de Julho: Uma bomba explodiu em uma agência bancária em Santiago de Compostela no Dia Nacional de Galiza.

### 2009
- 16 de Junho: Uma bomba explodiu num banco em Vigo. Ninguém foi ferido. No mesmo dia, outra bomba explodiu na casa de um empresário em Beade Ourense e foi incendiada uma concessionária de carros em Priegue, Pontevedra.
- 09 de Julho: Uma bomba destruiu uma agência bancária em Cangas do Morrazo, Pontevedra. Ninguém foi ferido.
- 23 de Julho: Uma bomba foi explodida por policiais espanhóis frente a uma agência bancária em Vigo.

### 2010
- 01 de Janeiro: Dois engenhos explosivos colocados em dois carros patrulha da Polícia em Santiago de Compostela. Ninguém foi ferido.
- 28 de Janeiro: Um engenho explosivo caiu na casa do professor Blanco Valdés, em Santiago de Compostela. Ninguém foi ferido.
- 19 de Abril: Uma bomba é acionada no escritório do Partido Popular em Nigrán, Pontevedra. Ninguém foi ferido.
- 20 de Julho: Uma bomba explode no escritório de uma organização patronal em Vigo. A bomba causou grandes danos ao prédio, ninguém foi ferido.
- 26 de Julho: Uma bomba explode frente à casa do juiz Míguez Poza em Santiago de Compostela. Ninguém foi ferido.
- 16 de Setembro: Uma bomba explode num escritório do Partido Socialista em A Estrada (Galiza), Pontevedra. Ninguém foi ferido.
- 27 de Setembro: Uma bomba explode frente a uma organização de empregadores, em Lugo, causando danos ao edifício. Ninguém foi ferido.
- 28 de Setembro: Um engenho explosivo caiu num escritório do Partido Socialista em Salceda de Caselas, Pontevedra. Horas depois, outro escritório Socialista foi atacado em Salvaterra do Minho. Ninguém foi ferido.
- 25 de Dezembro, uma bomba explodiu num escritório do Partido Socialista em Teu, perto de Santiago de Compostela. Ninguém foi ferido.

### 2011
- 04 de Janeiro: Quatro bombas foram colocadas num escritório do Partido Socialista em Betanzos, Corunha. Ninguém foi ferido.
- 18 de Janeiro: Duas bombas de gasolina foram colocadas num escritório do Partido Socialista em Carral, Corunha. Ninguém foi ferido.
- 27 de Janeiro: Como parte de uma greve geral na Galiza, um coquetel molotov é lançado em um banco de Vigo. Três indivíduos foram presos e depois liberados.
- 28 de Janeiro: Escritórios do Partido Socialista e do Bloco Nacionalista Galego foram apedrejadas em Negreira e Santiago de Compostela.
- 01 de Fevereiro: É encontrado um artefato explosivo nos julgados de Betanzos, Corunha.
- 09 de Fevereiro: Uma bomba é acionada na sede sindical UGT na Corunha.
- 10 de Fevereiro: Um engenho explosivo é achado frente de uma agência bancária em Vigo.
- 09 de Março: Uma bomba explode na casa do alcaide de Santiago de Compostela, o socialista espanhol Xosé Sanchez Bugallo. Ninguém foi ferido.
- 13 de Junho: Umba bomba explode no prédio do Partido Popular (Espanha) na vila de Ordes.
- 24 de Junho: Várias máquinas propriedade de uma subcontrata da UTE, das obras do AVE, fôrom atacadas em Reboreda, Redondela.
- 24 de Junho: Explosionavam em Boiro, sem causar danos materiais, uns artefactos formados por “duas garrafas de coca-cola com produtos químicos e bolas de papel de aluminho” colocados na porta do prédio no que mora o construtor afectado pola sabotage de Redondela. Embora o ataque nao é formalmente reivindicado.
- 27 de Septembro: Atentado contra a casa do ex-ministro  franquista e senador espanhol do Partido Popular (Espanha) Manuel Fraga em Vilalba.
- 10 de Outubro: Policia espanhola faz explodir bomba de Resistência Galega num escritório de NovaCaixaGalicia em Vigo.